# Afarsia
Genre
Synonymes
- Farsia Zhdanko, 1992

Afarsia est un genre asiatique de lépidoptères de la famille des Lycaenidae et de la sous-famille des Polyommatinae.

## Systématique et phylogénie
Le nom Afarsia a été proposé en 2011 par Korb (d) & Bolshakov (d) pour remplacer le nom Farsia Zhdanko (d), 1992, qui était invalide car préoccupé par Farsia Amsel, 1961, un autre genre de lépidoptère de la famille des Pyralidae.
L'espèce type de Farsia Zhdanko, 1992 (puis d’Afarsia Korb & Bolshakov, 2011) est Lycaena hyrcana Lederer, 1869 (un nom invalide dont le synonyme valide est Cupido morgiana Kirby, 1871),.
Le genre Afarsia est classé dans la famille des Lycaenidae, la sous-famille des Polyommatinae et la tribu des Polyommatini.
Il a été synonymisé avec Albulina par certains auteurs, mais des études sur la phylogénétique moléculaire des Polyommatini ont conduit à le traiter comme un genre indépendant, qui apparaît comme le groupe frère du genre Kretania sensu lato, avec un faible support. 

## Liste des espèces
D'après Funet et Talavera et al. :
- Afarsia hanna (Evans, 1932) — Tadjikistan, Pakistan, Afghanistan
- Afarsia ashretha (Evans, 1925) — Tadjikistan, Pakistan
- Afarsia neoiris (Tshikolovets, 1997) — Tadjikistan
- Afarsia morgiana (Kirby, 1871) — Arménie, Turquie, Iran
- Afarsia omotoi (Forster, 1972) — Afghanistan
- Afarsia antoninae (Lukhtanov, 1999) — Tian Shan
- Afarsia rutilans (Staudinger, 1886) — monts Alaï
- Afarsia jurii (Tshikolovets, 1997) — parfois considéré comme une sous-espèce d’Afarsia rutilans
- Afarsia sieversii (Christoph, 1873) — Iran, Turkestan, Pamir
- Afarsia iris (Lang, 1884) — parfois considéré comme une sous-espèce d’Afarsia sieversii